# Tambuchi
Tambuchi se numește o deschidere de dimensiuni mici în  puntea unei nave, de formă circulară sau dreptunghiulară, destinată accesului persoanelor în spațiile dintre punți, în spațiile de locuit sau în magaziile de materiale.
La nivelul punții, tambuchiul este prevăzut cu o ramă înaltă de circa 20-25 cm, care se închide cu un capac rabatabil, cu închidere etanșă sau este dotat cu o suprastructură demontabilă, asemănătoare cu o gheretă, care îl protejează de intemperii.
Coborârea se face pe o scară în spirală la cabine și pe o scară verticală în celelalte compartimente. În acest caz, tambuchiul are aspectul unui puț în interiorul căruia este montată o scară verticală, confecționată din scoabe metalice sudate în perete. Pe acest tip de tambuchi poate urca sau coborî, în același timp un singur om. Din această cauză, educația și cultura marinărească obligă pe cei ce urmează să folosească tambuchiul, să strige cu voce tare „cobor!” sau „urc!”. Nefolosirea acestui semnal de atenționare constituie atât o dovadă de lipsă de educație marinărească, cât și un pericol pentru cel care urcă și poate fi lovit în cap de picioarele celui care coboară. 